# Scarcerazione
Per scarcerazione s'intende quell'atto col quale un individuo è immesso in libertà dopo un periodo di permanenza all'interno di una struttura carceraria.
Affinché si possa procedere ad una scarcerazione, è sempre necessario un ordine scritto dell'Autorità giudiziaria competente.

## Informazione
Non appena giunge a conoscenza della decisione di scarcerazione, il responsabile dell'istituto detentivo ha l'obbligo di informare della relativa decisione il Magistrato di sorveglianza, il Questore e l'Ufficio di polizia territorialmente competenti, affinché possano essere adottati eventuali provvedimenti di controllo.

## Programma di trattamento
A colui che viene dimesso è garantito un particolare programma di trattamento, volto alla soluzione di quei problemi che prioritariamente dovrà affrontare in conseguenza della scarcerazione.
In questo senso, il responsabile dell'istituto detentivo, almeno tre mesi prima della scarcerazione (o, quando tale scarcerazione avviene senza preavviso o con preavviso inferiore a tre mesi, non appena giunge a conoscenza della relativa decisione), ne informa il Consiglio di Aiuto Sociale ed il Centro di Servizio Sociale del luogo in cui il dimittendo intende stabilire la propria dimora. Tali uffici predispongono gli opportuni interventi assistenziali.
Inoltre, al detenuto che ne faccia richiesta, è rilasciato un attestato contenente la qualifica professionale eventualmente conseguita durante la restrizione. Il detenuto può altresì richiedere un'attestazione della condotta da lui tenuta presso la struttura detentiva.

## Scarcerazione dell'infermo
Il dimittendo affetto da grave infermità è trasferito presso una casa di cura adeguata alle esigenze cliniche e terapeutiche del soggetto. In caso di assoluta intrasportabilità, il dimittendo rimane all'interno della struttura carceraria; gli sono comunque evitate tutte quelle limitazioni proprie del regime carcerario, nel rispetto comunque delle prioritarie esigenze di servizio.

## Liberazione dell'imputato prosciolto
L'imputato detenuto nei cui confronti sia stata pronunciata una sentenza di non luogo a procedere (art. 425 Codice di procedura penale) nonché quello nei cui confronti sia stata pronunciata una sentenza dibattimentale di non doversi procedere (artt. 529 e 531 Codice di procedura penale) o di assoluzione (art. 530 Codice di procedura penale), è liberato immediatamente dopo la lettura del dispositivo della sentenza, a meno che non sia detenuto anche per altra causa.
L'imputato prosciolto deve recarsi presso l'istituto penitenziario per il disbrigo delle formalità conseguenti alla liberazione. Potrà farlo accompagnato dal personale della Polizia Penitenziaria, che dovrà tradurlo separatamente da altri soggetti e senza far uso di alcun mezzo di coercizione fisica. In alternativa, potrà recarsi presso l'istituto penitenziario senza accompagnamento.